# Mekiš (Serbia)
Mekiš (cyr. Мекиш) – wieś w Serbii, w okręgu niszawskim, w gminie Doljevac. W 2011 roku liczyła 1076 mieszkańców.